# Monte Monarco
Il monte Monarco alto 858 m s.l.m. è una montagna delle Prealpi Luganesi, facente parte del gruppo del Piambello nelle Prealpi varesine.

## Descrizione
È interamente compresa nel territorio della provincia di Varese, nei comuni di Valganna, Induno Olona e Arcisate, in Lombardia.